# Augé (Deux-Sèvres)
Augé település Franciaországban, Deux-Sèvres megyében. Lakosainak száma 887 fő (2022. január 1.). Augé Azay-le-Brûlé, La Chapelle-Bâton, Cherveux, Saint-Georges-de-Noisné, Saivres és Verruyes községekkel határos.

## Népesség
A település népességének változása:
| Lakosok száma | 939  | 944  | 942  | 910  | 898  | 890  | 886  | 881  | 887  |
|               | 2013 | 2015 | 2016 | 2017 | 2018 | 2019 | 2020 | 2021 | 2022 |